# Lexus GX
Lexus GX — среднеразмерный внедорожник премиум-класса компании Lexus. Первое поколение (GX 470) дебютировало в 2002 году на автосалоне NAIAS в Детройте. GX использует платформу Toyota Land Cruiser Prado, которая также является основой Toyota 4Runner и Toyota FJ Cruiser. В модельном ряду Lexus GX располагается между кроссовером Lexus RX и полноразмерным SUV Lexus LX.
В ноябре 2009 года на мотор-шоу в Гуанчжоу дебютировало второе поколение GX, получившее цифровой индекс 460 взамен 470.

## Первое поколение

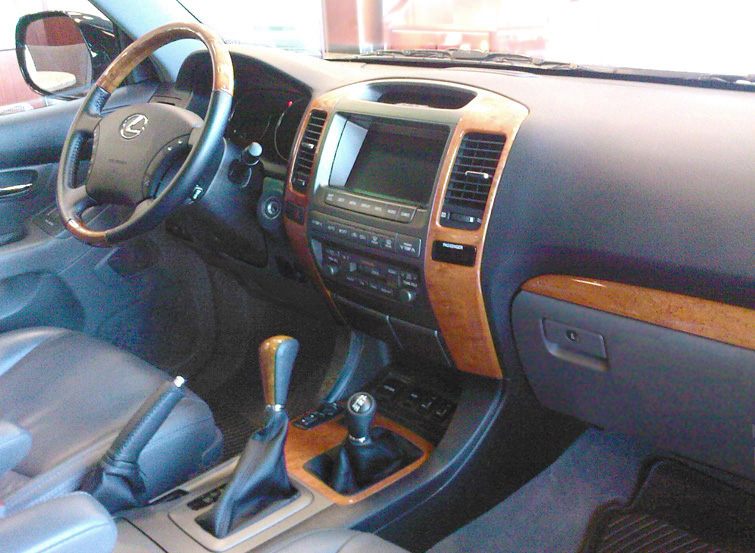
Lexus GX 470 интерьер

Премьера нового внедорожника Lexus GX состоялась в 2002 году на автошоу в Детройте.
В ноябре 2004 года начали ставить двигатели с системой VVTI, была увеличена мощность с 238 л.с до 272 л.с, крутящий момент с 434 Н*м до 447 Н*м, но с 2006 года по некоторым причинам были снижены мощность с 272 л.с до 263 л.с. и крутящий момент с 447 Н*м до 437 Н*м вплоть до окончания производства в 2009 году. Благодаря новому двигателю расход топлива понизился на 2-3 литра.
К 2007 году GX 470 получил обновление: модернизация электроники кабины, включая навигационную систему нового поколения, дополнительный входной разъем для таких устройств, как iPod, воспроизведение DVD-видео и более широкий дополнительный видео-экран сзади.

### Рестайлинг 2007
С конца 2007 года изменили интерьер, поменяли коричневое дерево на красное. Поставили хромированные ручки дверей и рейлингов, а также новые затемненные диски и задние фонари с белыми поворотниками вместо желтых.
|  |  |

## Второе поколение

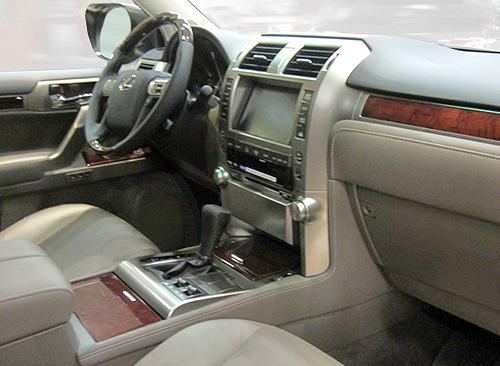
Lexus GX 460 интерьер

Lexus GX 460 впервые был представлен в китайском городе Гуанчжоу в ноябре 2009 года.
Новая модель унаследовала от старой тот же кузов, коробку передач и полный привод. Автомобиль обладает системой подвески Kinetic Dynamic Suspension System (KDSS).
В апреле 2010 года американская компания Consumer Reports в США призвала покупателей не покупать Lexus GX 2010 модельного года (2010-2013)
из-за того, что автомобиль слишком быстро поворачивает (это может привести к заносу машины, или даже к опрокидыванию). Toyota в то время ненадолго остановила продажи внедорожника, чтобы исправить проблему.
 19 апреля Toyota объявила об отзыве из эксплуатации Lexus GX460 из-за проблем с поведением на поворотах. 29 апреля продажи стартовали вновь. Также было изменено программное обеспечение.

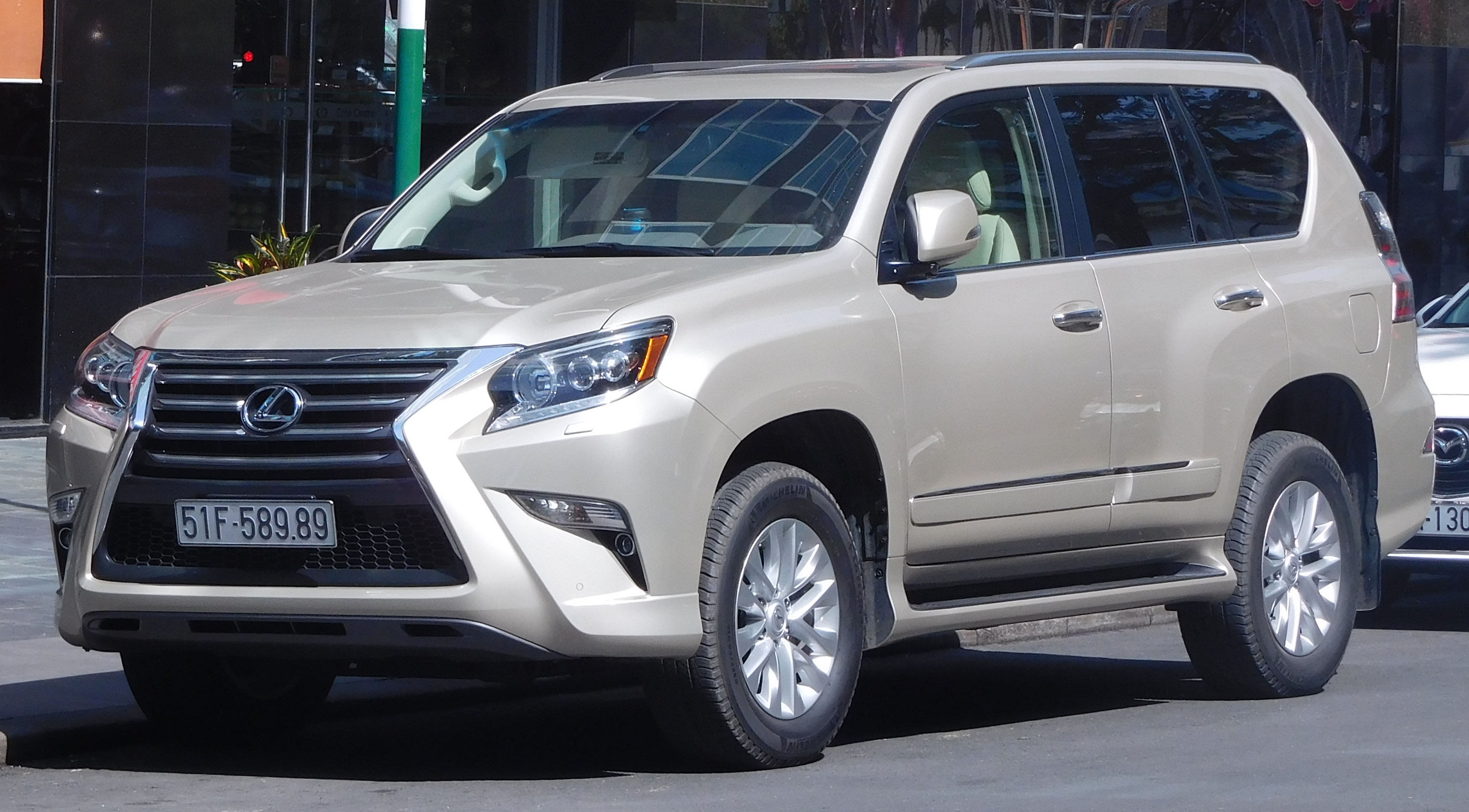
Lexus GX после 2013 года

В мае 2012 года Lexus объявила, что в Китае на замену GX 460 выйдет GX 400. На модель ставят 4,0-литровый двигатель 1GR-FE V6, который имеет мощность 202 кВт (271 л.с.) в сочетании с автоматической коробкой передач с пятью скоростями. Китайскому GX требуется 9,8 секунд, чтобы разогнаться до 100 км/ч. По сравнению с GX 460 другое оборудование осталось прежним.
В сентябре 2013 года был изменён внешний вид модели. Была изменена решётка радиатора, поставлены новые светодиодные фары и дневные ходовые огни, появилась опция светодиодных противотуманных фар.
С 2017 года на GX ставятся сиденья второго ряда с большим количеством разных опций.
А также в 2019 году был представлен второй рестайлинг, которого продажи начнутся к 2021 году.

### Двигатели и модификации
| Модификация | Двигатель         | Мощность                       | Макс. крутящий момент | Страны                                              | Годы производства |
| ----------- | ----------------- | ------------------------------ | --------------------- | --------------------------------------------------- | ----------------- |
| GX 400      | 1GR-FE V6 3956 cc | 271 л.с (202 кВ) @ 5600 об/мин | 381 Нм 4400 об/мин    | Китай                                               | с 2012            |
| GX 460      | 1UR-FE V8 4608 cc | 296 л.с (218 кВ) @ 5500 об/мин | 438 Нм @ 3500 об/мин  | Россия, Украина, Азербайджан, Казахстан, Вьетнам    | с 2010            |
| GX 460      | 1UR-FE V8 4608 cc | 301 л.с (225 кВ) @ 5500 об/мин | 446 Нм @ 3500 об/мин  | США, Канада, Боливия, Коста-Рика, Панама, Филиппины | с 2010 года       |

## Продажи
| Поколение | Модели | Календарный год | Общие продажи (США) |
| --------- | ------ | --------------- | ------------------- |
| UZJ120    |        |                 |                     |
| GX 470    | 2002   | 2,190           |                     |
| GX 470    | 2003   | 31,376          |                     |
| GX 470    | 2004   | 35,420          |                     |
| GX 470    | 2005   | 34,339          |                     |
| GX 470    | 2006   | 25,454          |                     |
| GX 470    | 2007   | 23,035          |                     |
| GX 470    | 2008   | 15,759          |                     |
| GX 470    | 2009   | 6,235           |                     |
| URJ150    | GX 460 | 2010            | 16,450              |
| URJ150    | GX 460 | 2011            | 11,609              |
| URJ150    | GX 460 | 2012            | 11,039              |
| URJ150    | GX 460 | 2013            | 12,136              |
| URJ150    | GX 460 | 2014            | 22,685              |
| URJ150    | GX 460 | 2015            | 25,212              |